# I am Oak
I am Oak is de band rond de in Utrecht gevestigde en uit Bergeijk afkomstige muzikant Thijs Kuijken. De muziek van I am Oak wordt veelal omschreven als folk, indie en akoestisch.

## Geschiedenis
De band werd opgericht in 2008. Datzelfde jaar bracht de groep ook nog haar eerste ep 'Sou Ka' uit in eigen beheer.
De eerste langspeler van de band 'On Claws' werd in 2010 uitgebracht via Snowstar Records. Het jaar daarop kwam het tweede album 'Oasem' uit, waarvoor de band een 3VOOR12 Award kreeg voor ‘Beste Album’. Datzelfde jaar speelde de groep op het Popkommfestival.
In 2012 speelde I am Oak voor het eerst in de Verenigde Staten, op het showcasefestival South by Southwest in Austin. Daar werden de optredens van de band omschreven als de beste onder de door Nederland afgevaardigde groepen van dat jaar. In mei van dat jaar trad I am Oak ook drie keer op tijdens The Great Escape in Brighton, Verenigd Koninkrijk en werden ze door het festival geselecteerd als hun 'Band of the Day'.
Ook kwam hun derde album 'Nowhere Or Tammensaari' uit in dat jaar en werd dit naast Snowstar Records ook via Heist Or Hit Records uitgebracht in het Verenigd Koninkrijk en Ierland. Het album zelf werd opgenomen in een klein huisje in Finland. Lauren Laverne voegde het nummer toe als BBC 6 Music 'MPFree' track.
Het vierde album 'Ols Songd' werd uitgebracht op 13 december 2013, ruim een jaar na de derde langspeler. Het album zelf is een collectie van tot dan niet uitgebracht materiaal en de meeste nummers zijn geschreven gedurende de hele carrière van I am Oak. Kritieken op dit album waren positief en de eerste single 'Honeycomb' werd veel omschreven als een van de sterkste nummers op het album.
Begin 2014 nam singer-songwriter Thijs Kuijken samen met The Black Atlantic een split-ep op getiteld 'Black Oak'. De uitgave verscheen op 10 inchvinyl in een gelimiteerde oplage van 555 stuks. Het album bevat zes nummers, waarvan zij twee nummers samen schreven en opnamen. De andere vier nummers zijn covers van hun individuele singles. De uitgave ging gepaard met een tournee door Duitsland, Zwitserland en Nederland.

## Discografie

### Albums
- Odd Seeds (Pt2) - 2020
- Odd Seeds (Pt1) - 2020
- Osmosis - 2019
- Our Blood - 2016
- Ols Songd - 2013
- Nowhere or Tammensaari - 2012
- Oasem - 2011
- On Claws - 2010
- Sou Ka - 2008

### Ep's
- Pictures of the Floating World - 2017
- Black Oak w/ The Black Atlantic - 2014
- Waves II - VII - 2011
- Skulk - 2012

### Singles
- The Passage - 2021
- Furrows - 2020
- Hidden Cove - 2019
- Swells - 2019
- Between Worlds - 2019
- Golden Pavilion - 2019
- Will I Wake - 2018
- Field Studies - 2017
- Honeycomb - 2014
- Reins - 2012
- Palpable - 2012
- Curt - 2011
- On Trees and Birds and Fire - 2010

## Prijzen
| Jaar | Prijs                 | Voor                    | Muziek                                 |
| ---- | --------------------- | ----------------------- | -------------------------------------- |
| 2010 | 3VOOR12/Utrecht Award | Best Album              | I Am Oak - On Claws                    |
| 2010 | 3VOOR12/Utrecht Award | Song of the year        | I Am Oak - On Trees and Birds and Fire |
| 2011 | 3VOOR12 Award         | Best Album              | I Am Oak - Oasem                       |
| 2011 | Radio 3FM             | No. 88 song of the year | I Am Oak - Curt                        |
| 2012 | 3VOOR12/Utrecht       | Song of the year        | I Am Oak - Palpable                    |